# Accidente de radioterapia de Columbus
El accidente de radioterapia de Columbus, Ohio, también conocido como el caso de radiación de Riverside, ocurrió como resultado de la incorrecta calibración de una unidad de terapia de cobalto, entre los años de 1974 y 1976, que ocasionó 10 muertes.

## Trasfondo
Entre los años 1958 y 1972, el Hospital Metodista de Riverside, en Columbus, Ohio, fue el primer hospital en Ohio Central en desarrollar un extensivo programa de terapia de cobalto, en donde se utilizaba cobalto-60 como principal fuente de radiación para el tratamiento de pacientes con cáncer. En 1973, Joel Axt de 30 años fue contratado por el hospital como físico residente, por parte de un plan del hospital de expandir el programa de terapia por radiación. Axt había sido anteriormente un profesor en la Universidad Xavier de Luisiana, y tenía experiencia clínica en el Centro Médico de la Universidad de California, aunque solamente por 14 meses y no era suficiente para la certificación de la Junta Americana de Radiología. Luego de la llegada de Axt, tuvo que "reconstruir el programa de radiación desde cero", ya que el físico anterior había removido todo su equipamiento.

## Incidente
En 1974, Axt calibró una unidad de terapia de cobalto con una curva de decaimiento incorrecta. La velocidad de decaimiento calculada era más rápida que la velocidad real de la fuente, lo que llevó a subestimar la dosis de radiación entre un 10 y un 45% y a sobreestimar el tiempo del tratamiento. No se realizaron otros chequeos o calibraciones entre mayo de 1974 y enero de 1976. Axt luego atribuyó esto a sus otras urgentes responsabilidades y a los proyectos de mayor prioridad del hospital. Para enero de 1976, los pacientes comenzaban a quejarse de lo que fueran síntomas de sobre-exposición a la radiación. Un terapeuta le solicitó a Axt realizar una medición del equipo, lo que reveló el error de Axt, y la unidad fue ajustada. En marzo, el hospital solicitó a un equipo externo del Centro Oncológico MD Anderson a investigar el accidente. Luego de que este fuera filtrado al público en abril, la Comisión Reguladora Nuclear comenzó su propia investigación.
Durante estas investigaciones, Axt atribuyó las malas mediciones a equipos de medición defectuosos, y produjo 10 documentos de calibración para respaldar sus teorías, aunque luego de otras investigaciones, admitió que había falsificado dichos reportes. Nueve de los diez documentos de Axt habían sido inventados.
Durante un período de 22 meses, 426 pacientes recibieron dosis significativas de radiación. Alrededor de 300 pacientes murieron en el período de un año, en su mayoría por culpa del cáncer que ya padecían. De los 183 pacientes que sobrevivieron el primer año, 88 mostraron "severas e inmediatas complicaciones debido a las zonas irradiadas. Se conocen 10 fatalidades por este motivo.
Como resultado de este accidente, la Comisión Reguladora Nuclear emitió extensivas regulaciones sobre los requerimentos de entrenamiento y los procesos de calidad requeridos al usar máquinas de cobalto-60. 102 denuncias fueron hechas por los sobrevivientes y familiares de los fallecidos. Axt fue despedido y desapareció, pero luego fue hallado en Miami y prestó declaración en 1977.